# Wynne Evans
James Wynne Evans (Carmarthen, Gales, 27 de enero de 1972) es un cantante de ópera, presentador de televisión y actor británico, conocido por su papel de Gio Compario y, últimamente, por el suyo propio en los anuncios de seguros de Go.Compare en la televisión británica. Evans presenta regularmente un programa de radio en BBC Radio Wales y ha conducido programas en BBC Radio 2.
Evans interpretó el papel de Ubaldo Piangi en la producción del 25 aniversario de El fantasma de la ópera, de Andrew Lloyd Webber, en el Royal Albert Hall,  y cantó «Glory Glory Tottenham Hotspur» en el último partido en White Hart Lane. Repitió la canción en la inauguración del nuevo estadio de los Spurs. En 2023 Evans ganó la decimoctava temporada de Celebrity MasterChef en BBC One y en 2024 compitió en la vigesimosegunda temporada de Strictly Come Dancing con su pareja de baile, Katya Jones.

## Cantante de ópera
Nacido en Carmarthen, Gales, Evans estudió en la Guildhall School of Music and Drama y en el National Opera Studio.
A finales de 2011, Evans interpretó al cantante de ópera Ubaldo Piangi en la producción conmemorativa del 25 aniversario de El fantasma de la ópera, de Andrew Lloyd Webber, en el Royal Albert Hall.
Evans mantiene una estrecha relación con la Ópera Nacional Galesa donde ha interpretado papeles como Nemorino en El elixir de amor, Cassio en Otelo, El Duque en Rigoletto, Rodolfo en La bohemia, Pedrillo en El rapto en el serrallo, Tamino en La flauta mágica, Alfredo en La traviata, Jaquino en Leonore, el Maestro en La zorrita astuta, el Caballero en Diálogos de carmelitas, el Tenor italiano en El caballero de la rosa, el Primer Judío en Salomé, Liberto en La coronación de Popea, Brighella en Ariadna en Naxos y Alfred en El murciélago.
Debutó en la Royal Opera House, Covent Garden en 2009 cantando Vakula en la nueva producción de Cherevichki, y volvió a aparecer en 2011 como el alcalde de Mexia en la ópera Anna Nicole, de Mark-Anthony Turnage, basada en la vida de Anna Nicole Smith.
Para la Ópera de Lyon ha cantado en Gianni Schicchi, Il tabarro y La zorrita astuta. Para la English National Opera, Evans ha cantado como Alfredo en La traviata, Spoletta y Cavaradossi en Tosca, y el segundo judío Salomé. Para la Opera North ha actuado como Fenton en Falstaff, Prunier en La rondine y Paulino en El matrimonio secreto. Para la Scottish Opera ha interpretado Tamino en La flauta mágica y el Tenor Italiano en El caballero de la rosa. Para la Grange Park Opera ha interpretado los papeles de Trufaldino en El amor de las tres naranjas, el tenor italiano en Capriccio, el maestro de escuela en La zorrita astuta y Harry en La fanciulla del West. Para la Classical Opera Company, Evans interpretó el papel de Fracasso en La Finta Semplice. Otros créditos incluyen Orfeo en Orfeo en los infiernos para Opera Holland Park y el pavo real en Broken Strings de Param Vir para el Teatro Almeida, que se grabó para la BBC.

## Cantante de concierto
Como concertista, Evans ha interpretado la Serenata musical de Ralph Vaughan Williams en la noche de apertura televisada de los BBC Proms de 2001, la Sinfonía n.º 9 para RTÉ, El sueño de Geroncio de Edward Elgar en los Welsh Proms, el Requiem de Giuseppe Verdi en el Royal Albert Hall y un recital en el Wigmore Hall de Londres.
Evans canta como solista en tres CD titulados Here Come the Classics con la Royal Philharmonic Orchestra, ha grabado Salomé y Ariadna en Naxos para Chandos Records y ha aparecido varias veces en el programa de la BBC, Friday Night is Music Night.
También es presentador en BBC Radio Wales junto a su hermano, Mark Evans, y en 2008 la reina Isabel II le condecoró con la Venerable Orden de San Juan.

## Artista discográfico
En 2010, Evans firmó un contrato de seis álbumes con Warner Music; su primer álbum se titula A Song in My Heart y salió a la venta el 21 de marzo de 2011. El álbum alcanzó directamente el número uno en las listas de música clásica del Reino Unido en la semana siguiente. Su segundo álbum, Wynne, se publicó en 2013.

## Televisión y radio
Desde agosto de 2009, Evans protagoniza una campaña publicitaria para el sitio web británico de comparación de seguros Go.Compare, interpretando al extravagante tenor de óperaGio Compario. En 2012, Go.Compare lanzó la campaña «Saving the Nation», protagonizada de nuevo por Evans como Gio Compario. Evans hizo anuncios en la serie con Jimmy Carr, Sue Barker, Stuart Pearce, Ray Mears, Louie Spence y Stephen Hawking.
En 2023, Evans ganó la decimoctava temporada de Celebrity MasterChef en BBC One. En agosto de 2024, se anunció que competiría en la vigesimosegunda temporada de Strictly Come Dancing. Formó pareja con la bailarina profesional Katya Jones. Fueron eliminados de la competencia el 17 de noviembre, quedando en el octavo puesto.

## Presentación y otros

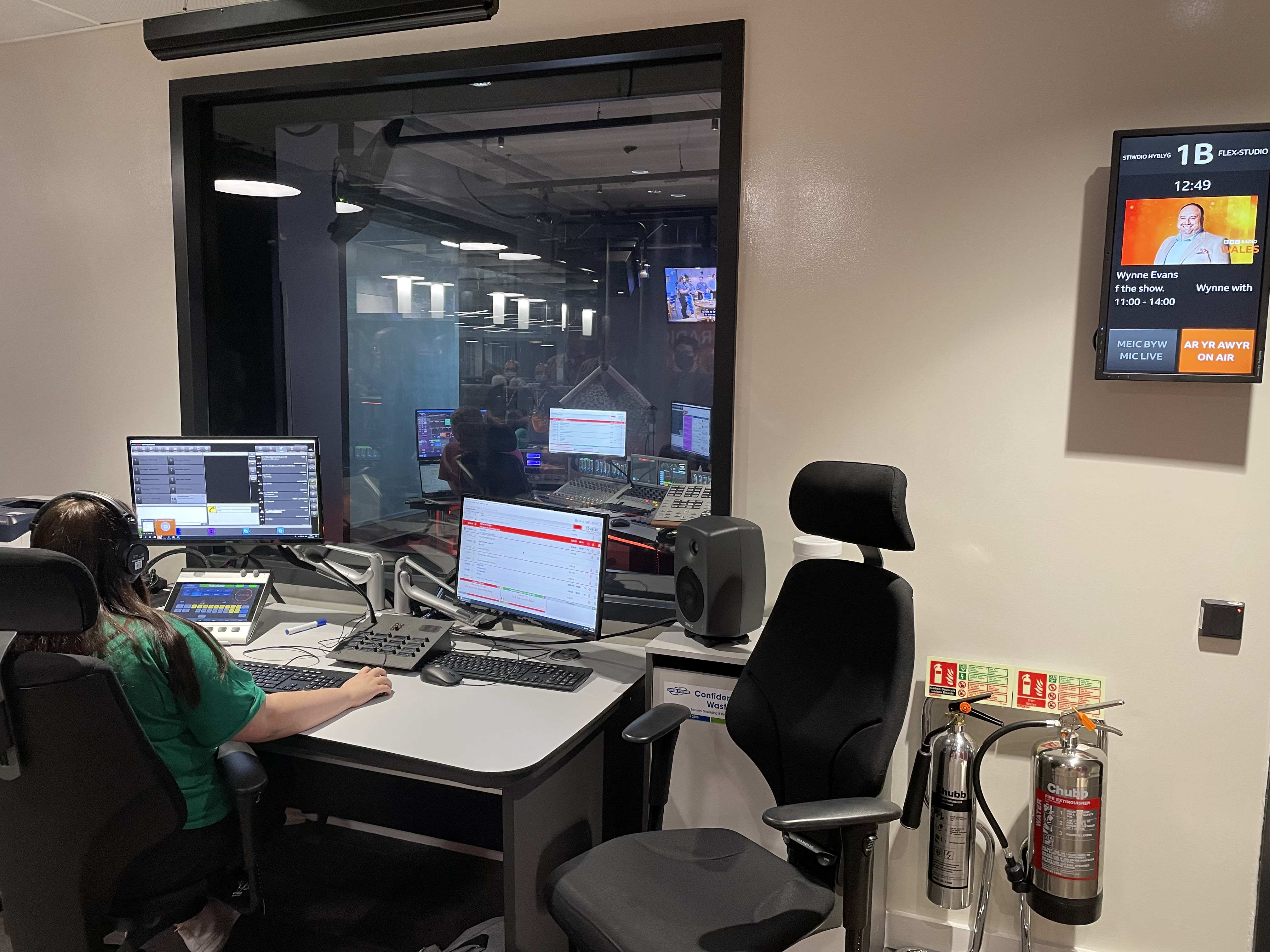
Durante la producción del programa de radio de Wynne Evans en la BBC Wales, en New Broadcasting House, Cardiff.

En 2011, Evans comenzó a trabajar como presentador. Presentó un programa sobre el Eisteddfod para la BBC  y su propio programa de televisión en S4C. En 2012, Evans se convirtió en presentador habitual de BBC Radio Wales y, desde octubre de 2013, presentó un programa semanal los viernes por la tarde llamado Wynne Evans' Big Welsh Weekend. Entre febrero de 2016 y el 23 de junio de 2023, presentó The Wynne Evans Show en la emisora de 11 a 14 horas todos los días laborables. A partir del 26 de junio de 2023, el programa se trasladó a la franja horaria de 9.00 a 12.00 horas.
Evans también fue una de las ocho celebridades elegidas para participar en una intensa semana de aprendizaje de galés en un campamento de Pembrokeshire para la serie Cariad@iaith:love4language, emitida en S4C en mayo de 2012.
En 2012, Evans presentó The Guide to Opera en Classic FM. El programa fue posteriormente nominado a un premio Arqiva. En 2013, Evans se convirtió en presentador habitual de Classic FM. Apareció en el programa de fútbol Soccer AM en agosto de 2012 y de nuevo en agosto de 2013.
En marzo de 2015, Evans apareció en el drama cómico de Sky One, Stella, como un candidato que se postula para el consejo y luchador mexicano. El episodio terminó con Evans cantando un par de números.
En 2016, fue anfitrión del programa de la BBC One Wales, Search for A*, junto a otras celebridades como Behnaz Akhgar y Omar Hamdi.

## Premios
Evans fue nombrado miembro de la Gorsedd of the Bards of Wales en 2012 y Miembro Honorario de la Universidad de Gales Trinity Saint David en 2013. También fue nombrado Miembro de la Orden de San Juan por la Reina en 2008. Evans fue condecorado con la Medalla del Imperio Británico en 2022 por sus servicios a la música, la radiodifusión y la beneficencia.

## Vida personal
Evans es fideicomisario del Elizabeth Evans Trust. La madre de Evans era Elizabeth Evans, que fundó y dirigió la Ópera Juvenil de Carmarthen y el Teatro Lírico de Carmarthen durante 25 años. Fallecida en 2004, Evans y sus dos hermanos fundaron el Trust. Más tarde se rodó una película sobre su vida titulada Save the Cinema. Evans hizo un cameo en la película, pero también realizó el programa Behind the Curtain sobre su vida para Sky Arts. Él tiene dos hijos y está divorciado.